# Dittersbach auf dem Eigen
Dittersbach auf dem Eigen (amtlich Dittersbach a. d. Eigen, kurz Dittersbach a. d. E.) im sächsischen Landkreis Görlitz ist seit 1994 Ortsteil von Bernstadt auf dem Eigen. Der Namenszusatz bezieht sich auf die historische Region des Eigenschen Kreises.

## Geographie

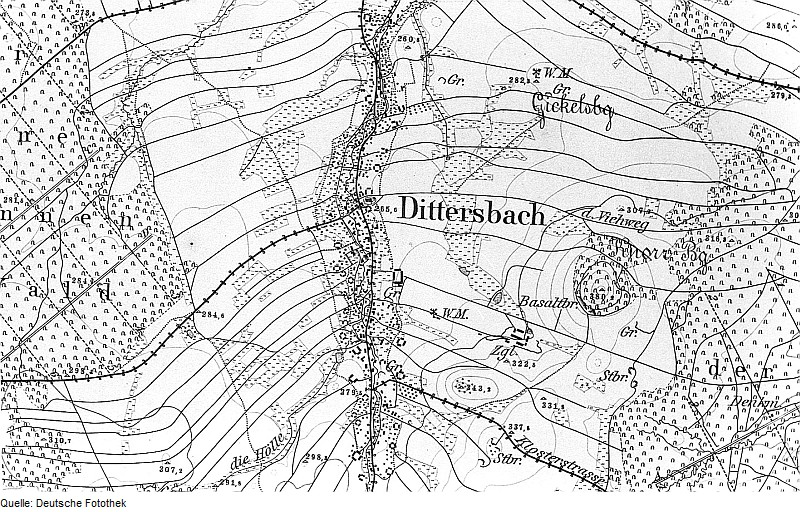
Dittersbach auf dem Eigen auf einem Messtischblatt aus dem Jahr 1884

Dittersbach liegt südöstlich von Bernstadt auf dem Eigen. In Form eines drei Kilometer langen Waldhufendorfes zieht es sich entlang des Tals des Gaulebachs (einem Zufluss der Pließnitz) zwischen Burkersdorf im Süden und Kiesdorf auf dem Eigen im Nordosten. Die Siedlungsfläche liegt auf einer Höhe von 250 bis 290 m ü. NN, der höchste Punkt innerhalb der 9,42 Hektar großen Flur ist der 381 Meter hohe Knorrberg. Begrenzt wird Dittersbach im Westen durch den Kleinen Nonnenwald, der ehemals zum Kloster St. Marienstern bei Kamenz gehörte, und im Osten durch den Klosterwald, der Eigentum des nähergelegenen Klosters St. Marienthal bei Ostritz war.
Umliegende Ortschaften sind Altbernsdorf auf dem Eigen im Norden, Kiesdorf auf dem Eigen im Nordosten, Ostritz jenseits des Klosterwaldes im Osten, Schlegel im Südosten, Burkersdorf im Süden, Neundorf auf dem Eigen jenseits des Kleinen Nonnenwaldes im Westen und Bernstadt auf dem Eigen im Nordwesten.

## Geschichte

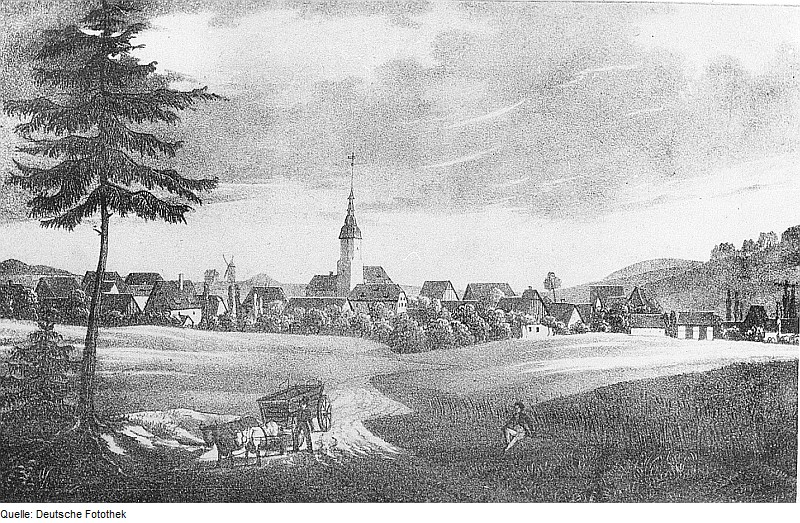
Blick auf Dittersbach auf dem Eigen, künstlerische Darstellung

Die Siedlungsform als Waldhufendorf mit einer solchen Fluraufteilung lässt darauf schließen, dass die Ortsgründung im 13. Jahrhundert in der zweiten Phase der deutschen Ostsiedlung erfolgte. Es ist davon auszugehen, dass ein Lokator namens Dietrich die fränkischen Siedler führte.
Urkundlich in Erscheinung trat Diterisbach, als der schönburgische Ritter Bartholomäus von Lybinowe im Jahr 1261 das Niederdorf für 136 Mark an das 1248 von den Herren von Kamenz gegründete Kloster Marienstern verkaufte. Das Oberdorf wurde 1285 von den Kamenzern für 700 Mark Silber an das Kloster veräußert. Bereits aus jenem Jahr ist die lateinische Form der Bezeichnung auf dem Eigen überliefert, dreißig Jahre später wird Dittrichsbach vfm Eygen urkundlich genannt. Bis spätestens 1382 entstehen im Dorf zwei Wassermühlen.
Während der Hussitenkriege wurde das Dorf nicht verschont, die Kirche soll 1429 zerstört worden sein. Die Inschrift einer Glocke aus dem Jahr 1469 lässt einen baldigen Wiederaufbau der Kirche vermuten. Der noch heute erhaltene Kirchturm stammt aus dem Jahr 1594.
Durch den Prager Frieden kam Dittersbach 1635 noch während des Dreißigjährigen Krieges (1618–1648) mit dem Markgraftum Oberlausitz vom Königreich Böhmen an das Kurfürstentum Sachsen.
Ab dem 17. Jahrhundert ließen sich in Dittersbach Häusler nieder, die Hausweberei betrieben. Die Einwohnerzahl stieg von 38 besessenen Mann im Jahr 1600 bis 1777 auf 25 besessene Mann, 20 Gärtner und 112 Häusler; im Jahr 1845 waren 151 Webstühle im Betrieb. In den Jahren 1800 und 1819 wurden zwei Windmühlen errichtet, außerdem gab es seit dem 18. Jahrhundert Schmiede, Schuhmacher, Bäcker und Fleischer. Später entstanden eine Böttcherei und eine Ziegelei.
An Stelle der alten Kirche wurde 1871 ein größeres Gotteshaus gebaut. Eine neue Orgel (II/23/P) von Julius Jahn (Dresden) wurde 1876 errichtet. Die Kirchschule aus dem Jahr 1834 erhielt 1911 ein neues Gebäude, das bereits 1925 eine Vergrößerung erfuhr.
Bei einem Wolkenbruch kamen am 17. Mai 1877 der Pfarrer und dessen Sohn ums Leben.
Im Ersten Weltkrieg fielen 22 Dittersbacher, im Zweiten Weltkrieg waren es 52. Auf dem Friedhof sind 19 deutsche und zwei ungarische Soldaten beerdigt, die im Zweiten Weltkrieg in der Umgebung Dittersbachs fielen.
Nach dem Krieg wurde 1946 im Rahmen der Bodenreform ein Bauernhof enteignet und mit zwei Neubauern aufgesiedelt, zehn Hektar Land wurden auf 20 Einwohner aufgeteilt, darunter vier Kleinbauern. Bis zur sozialistischen Kollektivierung der Bauern im Jahr 1960 bestanden mehrere bäuerliche Genossenschaften aus der Vorkriegszeit fort, so dass erst 1958 eine Landwirtschaftliche Produktionsgenossenschaft (LPG) vom Typ III gegründet wurde. Aus den Umstrukturierungen der Genossenschaften in den siebziger Jahren gingen die LPG (P) Schönau und die LPG (T) „Vorwärts“ (Dittersbach und Kiesdorf) hervor.
Im Rahmen der Verwaltungsreform in der DDR am 25. Juli 1952 wurden die fünf östlichen Orte des Eigenschen Kreises (Altbernsdorf, Berzdorf, Dittersbach, Kiesdorf und Schönau) vom aufgelösten Landkreis Löbau zum Kreis Görlitz-Land geschlagen, während der Rest beim neuen Kreis Löbau verblieb. Als es nach der politischen Wende am 1. August 1994 zur ersten Kreisreform in Sachsen kam, wurde der Eigensche Kreis vollständig dem Landkreis Löbau-Zittau angegliedert. Bereits zum 1. Januar 1994 wechselte Dittersbach durch Eingliederung nach Bernstadt vom Landkreis Görlitz-Land zum Landkreis Löbau, drei Monate später wurde auch Altbernsdorf nach Bernstadt auf selbige Weise eingegliedert.
Seit der zweiten Kreisreform in Sachsen am 1. August 2008 liegt Dittersbach auf dem Eigen im neu gegründeten Landkreis Görlitz. Das Waldhufendorf beging um Pfingsten 2011 eine Festwoche anlässlich des 750. Jubiläums der urkundlichen Ersterwähnung.

### Bevölkerungsentwicklung
| Jahr | Einwohner |
| ---- | --------- |
| 1834 | 984       |
| 1871 | 957       |
| 1890 | 833       |
| 1910 | 801       |
| 1925 | 870       |
| 1939 | 761       |
| 1946 | 1.058     |
| 1950 | 1.029     |
| 1964 | 866       |
| 1971 | 797       |
| 1981 | 732       |
| 1990 | 673       |
| 1993 | 639       |
| 2010 | 534       |

Das Zinsregister des Klosters Marienstern aus den Jahren 1374/1382 führt für Dittersbach 36 Hufner sowie die zinsfreie Pfarrwidmut und eine Freihufe des Kretschams. Im Jahr 1600 werden ebenfalls 38 besessene Mann genannt. Durch Zuzug von Häuslern wuchs die Bevölkerung bis zum sächsischen Landesrezess 1777 stark an, es wurden 25 besessene Mann, 20 Gärtner und 112 Häusler verzeichnet.
Bei der ersten Bevölkerungserhebung nach Einwohnerzahl in Sachsen wurden 984 Einwohner im Jahr 1834 gezählt. Ihre Zahl fiel bis 1910 auf 801, danach kam es zu einem kurzzeitigen Anstieg auf 870 im Jahr 1925, dem sich ein Rückgang auf 761 Einwohner im Mai 1939 anschloss.
Nach dem Zweiten Weltkrieg stieg die Einwohnerzahl durch Flüchtlinge und Vertriebene aus den ehemals deutschen Ostgebieten auf 1058 im Jahr 1946 an, lag aber bereits 1964 schon nur noch bei 866. In den folgenden Jahrzehnten hat sich der Rückgang fortgesetzt, bei der Eingemeindung hatte Dittersbach nur noch 639 Einwohner und zum Jahresende 2010 waren es 534, was einer Halbierung seit Kriegsende nahekommt.
Der religiöse Anteil der Einwohner ist überwiegend evangelisch-lutherischer Konfession. Im Jahr 1925 waren von 870 Einwohnern 815 evangelischen (93,7 %), 44 katholischen und 11 anderen Glaubens.

### Ortsname
Urkundlich belegte Formen des Ortsnamens sind Diterisbach (1261), Ditherichsbach (1283), Ditherichsbach (1285), Dittrichsbach vfm Eygen (1315), Ditherichspach (1374/1382), Diettirsbach (1430) und Dittersbach (1486).
Die Bedeutung des Namens sieht Hans Walther als „[d]as im Bachgrund gelegene Dorf eines Dietrich“. Namensgeber war eventuell Dietrich von Kittlitz.

## Persönlichkeiten
- Peter Noack (lat. Petrus Noachus; 1652–1695) aus Zschornau bei Kamenz war seit 1689 Pfarrer in Dittersbach.
- Julius Pfeiffer (1824–1910) aus Dittersbach war ein Jurist, Rittergutsbesitzer und nationalliberaler Politiker.
- Herbert Kopietz (1916–1997) aus Dittersbach war ein Journalist und Chefredakteur

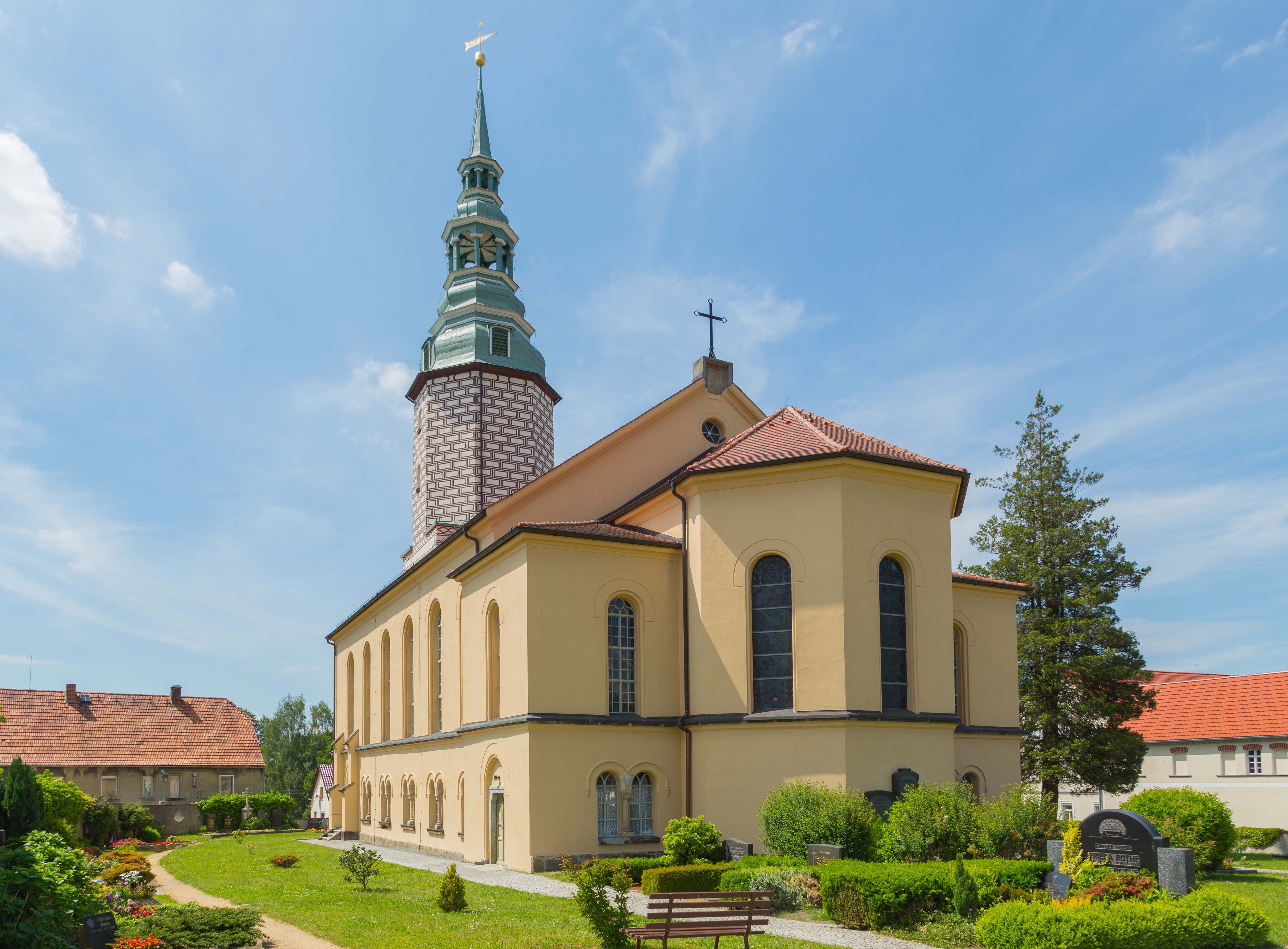
Kirche in Dittersbach

## Sehenswürdigkeiten

### Kirche
Die evangelische Kirche ist eine Saalkirche aus den Jahren 1870/71 unter Verwendung eines Westturms aus dem Jahr 1594.  Die Kirche ist ein verputzter Ziegelbau mit Satteldach und hohen Rundbogenfenstern; der eingezogene Chor mit seitlichen Anbauten endet in einer Apsis mit polygonalem Schluss. Der Westturm ist im Untergeschoss quadratisch und im Obergeschoss achteckig mit einer doppelt geschweiften Haube. Interessant ist die ornamentale Putzquaderung am Turm nach Vorbild von Schloss Friedland (Böhmen), die 1594 von Michael Kielmann aus Friedland geschaffen wurde; der Turm wurde 1971 restauriert. Ein rundbogiges Eingangsportal mit seitlichen Strebepfeilern am Turm erschließt das Bauwerk.
Im Innern schließt eine ornamental bemalte Flachdecke den Raum; sie wird von acht Holzsäulen mit stuckierten Kompositkapitellen getragen. Ein runder Triumphbogen führt zum tonnengewölbten Chor. Doppelte Holzemporen sind an der Nord- und Südseite eingebaut, im Westen eine Orgelempore. An der Nord- und Südseite führt je ein dreibogiger verglaster Durchgang zu den Nebenräumen.
Die Kanzel aus Holz hat einen oktogonalen Korb und einen Schalldeckel. Im Raum südlich des Chores steht die neugotische, weiß und goldgefasste Sandsteintaufe aus der Entstehungszeit. Die Orgel ist ein Werk von Julius Jahn aus dem Jahr 1876.
An der Kirchhofsmauer findet sich ein eingemauertes barockes Grabdenkmal aus der Zeit um 1730.

### Umgebung
In Dittersbach sind über 20 Umgebindehäuser, überwiegend aus dem frühen 19. Jahrhundert, als Kulturdenkmale erhalten. Eine hohe Stieleiche in der Nähe des Hauses Dorfstraße 10 steht unter Naturschutz.